# Canon EF-S 10-22mm
Il Canon EF-S 10-22mm f/3.5-4.5 USM è un obiettivo zoom che spazia da una focale grandangolare ad una ultragrandangolare specifico per le SLR Canon con sensore a formato ridotto ed attacco EF-S. L'angolo di campo di questo obiettivo è equivalente da quello prodotto da obiettivo 16–35 mm su formato pieno, risultando così analogo al Canon EF 16-35mm f/2.8L su una macchina a formato pieno. Il 10–22 mm è un obiettivo con messa a fuoco interna; consta di 13 elementi, uno dei quali è un vetro Super UD (Super Ultra Low Dispersion) e tre sono degli elementi asferici.

## Considerazioni

### Vantaggi
La qualità d'immagine prodotta dal 10-22 è da molti considerata molto buona; l'obiettivo ha infatti una buona nitidezza, bassa distorsione ed un'ottima resistenza ai flare in condizioni di controluce. Anche la qualità del progetto ottico è notevole, simile a quella degli obiettivi Serie L della Canon stessa, da cui però si differenzia per una costruzione meno accurata e resistente, come peraltro l'obiettivo Canon EF-S 17-55mm f/2.8 IS USM; ciò è dovuto a questioni di marketing, in modo da evitare la sovrapposizione di prodotti simili a prezzi inferiori.

### Critiche
Il prezzo è il maggior svantaggio di questo obiettivo; il 10-22 costa quanto la maggior parte delle lenti serie L, ma è utilizzabile solo sulle SLR con attacco EF-S, e questo non è conciliabile con un investimento a lungo termine, con la previsione di passare a una macchina full frame.
L'aberrazione cromatica è abbastanza alta a 10mm, e la vignettatura è abbastanza evidente a 10mm a tutta apertura, essendo di circa 0.85 EV, anche se non particolarmente influente in normali situazioni d'uso.

## Uso
L'apertura ottimale per ottenere la massima nitidezza e ridurre la vignettatura va da f/5.6 ad f/8; quest'ultimo valore di apertura è raccomandato in particolare a 22mm.
L'applicazione di filtri fa aumentare la vignettatura; pertanto, è consigliabile usare filtri slim, in particolare a 10mm.

## Modifiche
L'attacco della lente può essere facilmente modificato, facendolo diventare da EF-S ad EF, smontando un piccolo bocchettone di plastica sul retro. Questo la fa diventare compatibile con SLR Canon APS-H, come la Canon 1D Mark III, o full frame. Tuttavia, soprattutto nelle macchine full frame è possibile che lo specchio principale della reflex impatti con la lente posteriore alle focali più grandangolari, causando gravi danni.

## Lenti simili
Il Nikon 12-24 DX è un obiettivo ultragrandangolare per DSLR Nikon. È più recente, ma anche più costoso, meno grandangolare, e presenta una maggiore distorsione a barilotto.
Il Sigma 10-20mm DC è lo zoom ultragrandangolare per sensori a formato ridotto APS-C. Anche Tamron propone un 11-18mm per fotocamere APS-C.
Alcuni considerano il Tokina 12-24mm comparabile al Canon 10-22 e più economico, mentre altri ritengono il 10-22 molto superiore.
Nel mese di maggio 2008 photozone ha ritenuto il Tokina 11-16mm, introdotto nel 2008, il miglior obiettivo ultragrandangolare disponibile per DSLR Canon a formato ridotto.